# Horsburgh Point
Horsburgh Point är en udde i Sydgeorgien och Sydsandwichöarna (Storbritannien). Den ligger i den sydöstra delen av Sydgeorgien och Sydsandwichöarna. Horsburgh Point ligger på ön Montagu Island.
Terrängen inåt land är varierad. Havet är nära Horsburgh Point åt nordväst.  Trakten runt Horsburgh Point är nära nog obefolkad, med mindre än två invånare per kvadratkilometer. Det finns inga samhällen i närheten. Trakten runt Horsburgh Point är permanent täckt av is och snö.